# Ванькино (Пермский район)
Ванькино — деревня в составе Заболотского сельского поселения Пермского района в Пермском крае.

## Географическое положение
Деревня расположена примерно в 2,5 километрах на юго-восток по прямой линии от деревни Горшки - центра сельского поселения.

## Климат
Климат умеренно континентальный, характеризующийся морозной продолжительной зимой и тёплым коротким летом. Июльские температуры колеблются в пределах +18 °C, январские в пределах −15 °C. Среднегодовое количество осадков составляет 425—510 мм, большая их часть приходится на тёплый период с апреля по октябрь. Преобладающее направление ветра — юго-западное.

## Существующее положение
Населённый пункт представляет собой типичную дачную деревни, владельцы домов в которой прописаны в Перми и используют дома летом для дачного отдыха. Часть деревни занята одноимённым садоводческим товариществом. Территория вокруг деревни представляет собой зону индивидуального жилищного строительства.

## Население
Постоянное население деревни не учтено ещё с 2002 года. 